# سن-ژولین
سن-ژولین (به فرانسوی: Saint-Julien) یک کمون در بخش رون در شرق فرانسه است.